# AYMA Nikosia
Die Armenian Young Men’s Association (armenisch Հայ երիտասարդների ասոցիացիա Hay yeritasardneri asots’iats’ia) ist ein zyprischer Sport- und Kulturverein aus Nikosia. Der 1934 gegründete Verein ist mit der armenischen Bevölkerung auf der Insel assoziiert.

## Geschichte
AYMA gründete sich 1934 im armenischen Viertel Nikosias und etablierte sich in der Folge als ein Pfeiler im kulturellen und sozialen Leben der armenischen Minderheit auf Zypern. Dabei entwickelten sich unter anderem Mannschaften in verschiedenen Sportarten sowie Pfadfindergruppen.
Die Fußballmannschaft trat 1945 der Cyprus Football Association bei, um am organisierten Spielbetrieb teilnehmen zu können. Bereits 1947 erreichte sie die First Division und beendete die Spielzeit 1947/48 auf dem vierten von fünf Plätzen. In den folgenden Jahren platzierte sich die Mannschaft im hinteren Tabellenbereich der erweiterten Meisterschaft. In der Spielzeit 1952/53 blieb sie ohne Sieg im Saisonverlauf, mangels Auf- und Abstiegsregelung blieb sie jedoch in der höchsten Spielklasse. Drei Jahre später platzierte sie sich am Ende der Saison 1955/56 erneut am Tabellenende, aufgrund mittlerweile eingeführter Abstiegsregelung stieg der Klub in die Second Division ab. 1960 gelang die Erstliga-Rückkehr, sowohl in der Spielzeit 1960/61 als auch – wiederum ohne Saisonsieg im Verlauf der gesamten Spielzeit – Spielzeit 1961/62 reichte es nur zum letzten Tabellenplatz und damit stand 1962 der erneute Abstieg an. Damit verabschiedete sich die Mannschaft vom überregionalen Fußball.
Die Hockeymannschaft nahm an den ersten drei nationalen Meisterschaften nach dem Zweiten Weltkrieg teil.
Mittlerweile fokussiert sich der Verein bezüglich sportlicher Aktivitäten auf die Jugendarbeit.